# Освіта Нью-Йорка

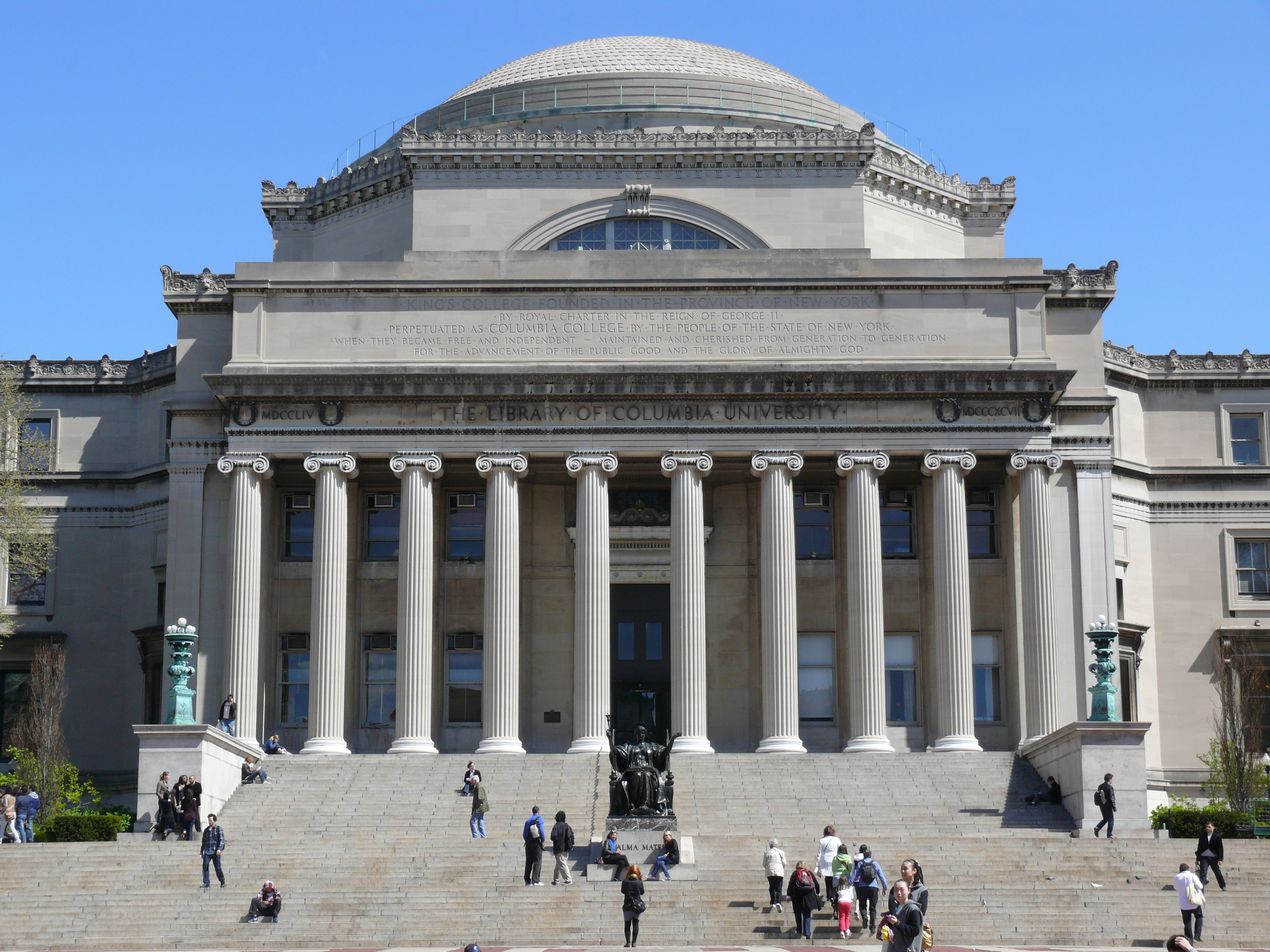
Бібліотека Колумбійського університету.

Нью-Йорк має найбільшу освітню систему з усіх міст світу. Освітня інфраструктура міста охоплює початкову освіту, середню освіту, вищу освіту та дослідження. Система державних шкіл міста Нью-Йорк, якою керує Департамент освіти міста Нью-Йорк, є найбільшою системою державних шкіл у Сполучених Штатах, яка обслуговує близько 1,1 мільйона учнів у приблизно 1800 окремих початкових і середніх школах, включаючи чартерні школи, станом на 2017–2018 навчальний рік. New York City Charter School Center допомагає створювати нові чартерні школи. У місті є ще близько 900 приватних світських і релігійних шкіл.
Публічна бібліотека Нью-Йорка (NYPL) має найбільшу колекцію серед публічних бібліотек США.  Квінс обслуговується Публічною бібліотекою району Квінс (QPL), другою за величиною системою публічних бібліотек країни, а Бруклінська публічна бібліотека (BPL) обслуговує Бруклін.
Понад мільйон студентів, найбільша кількість серед усіх міст Сполучених Штатів , навчаються у понад 120 закладах вищої освіти Нью-Йорка, з них понад пів мільйона — в системі Міського університету Нью-Йорка (CUNY). Тільки станом на 2020 рік, включаючи як дипломні, так і професійні програми,[303] відповідно до Академічного рейтингу університетів світу, Нью-Йорк має в середньому найкращі вищі навчальні заклади з усіх міст світу.
Державна система CUNY, що включає 25 закладів у всіх п’яти районах: старші коледжі, громадські коледжі та інші магістратури/професійні школи. Державна система Університету штату Нью-Йорк (SUNY) включає кампуси в Нью-Йорку, в тому числі SUNY Downstate Health Sciences University, Fashion Institute of Technology, SUNY Maritime College і SUNY College of Optometry. У Нью-Йорку розташовані такі відомі приватні університети, як Барнард-коледж, Колумбійський університет, Купер-Юніон, Фордхемський університет, Нью-Йоркський університет, Нью-Йоркський технологічний інститут, Університет Рокфеллера, Університет Мерсі, Корнелльський університет та Університет Єшиви, Міський університет Нью-Йорка; кілька з цих університетів входять до числа найкращих університетів світу , деякі з найпрестижніших навчальних закладів світу, як-от Прінстонський університет і Єльський університет, залишаються в Нью-Йорку.
Значна частина наукових досліджень у місті проводиться в медицині та науках про життя. У 2019 році агломерація Нью-Йорка посіла перше місце в списку міст і столичних областей за часткою опублікованих статей у галузі наук про життя. Нью-Йорк має найбільше ступенів аспірантів із наук про життя, які щорічно присуджуються в Сполучених Штатах, і в 2012 році в Нью-Йорку практикували 43 523 ліцензованих лікарів . Станом на 2004 рік 127 лауреатів Нобелівської премії мають коріння в місцевих установах .